# Étude d'après le portrait du pape Innocent X par Velázquez
Étude d'après le portrait du pape Innocent X par Velázquez (Study after Velázquez's Portrait of Pope Innocent X) est un tableau peint par Francis Bacon en 1953. Il est conservé au Des Moines Art Center, à Des Moines.

## Commentaire
Le tableau est un travail dérivé du portrait d'Innocent X de Diego Vélasquez. Il fait partie d'une série de 45 variantes sur la peinture de Diego Vélasquez que Francis Bacon a exécutées tout au long des années 1950 et au début des années 1960. Gilles Deleuze a décrit cette œuvre comme un exemple de réinterprétation créative des classiques.
Lorsqu'on lui a demandé pourquoi il éprouvait le besoin de revisiter ce sujet aussi souvent, Francis Bacon a répondu qu'il n'avait rien contre les papes, et qu'il ne cherchait qu'« une excuse pour utiliser ces couleurs, on ne peut pas donner cette couleur violette à des vêtements ordinaires sans tomber dans une sorte de fausse technique fauve ».
Dans la version de Francis Bacon du chef-d'œuvre de Diego Velázquez, le pape est montré en train de crier. Sa voix est néanmoins « assourdie » par les tentures environnantes et des couleurs riches et sombres. Cette obscurité donne un ton grotesque et cauchemardesque à la toile. Les rideaux plissés environnants sont rendus de façon transparente et tombent en avant de la figure du pape. 
Une interprétation qui remet en question l'invention d'un pape criant a été proposée en 2014 par Alessandro Zinna. Selon cette hypothèse, le cri se trouverait déjà dans le tableau d'Innocent X de Vélasquez. La variante de 1953 ne serait ainsi que l'explicitation d'une image latente cachée dans le rideau de l'original. À son tour et par la même technique, Bacon composerait une image latente dans sa variante la plus connue. Le pape, en apparence solitaire, serait en train de crier à la figure d'un adolescent nu disposée devant lui et cachée dans le rideau. Par la comparaison avec la toute dernière variante, Étude pour un Pape rouge 1961 (seconde version) de 1971, l'auteur montre que l'image de l'adolescent est un autoportrait de Bacon. Le mystère qui domine l'atmosphère du tableau relèverait alors d'une expérience autobiographique.

## Postérité
Dans son tableau Hello Mister Bacon (d'après Vélasquez), le peintre péruvien Herman Braun-Vega met l'étude de Bacon en abyme dans la main gauche du pape Innocent X, à la place du papier manuscrit du tableau original de Vélasquez. Cette mise en abyme va de pair avec la multiplicité des niveaux de lecture du tableau et donne une dimension angoissante à la critique sociale qui transparaît dans les graffitis qui s'étalent sur le mur derrière le pape.
Le tableau fait partie des « 105 œuvres décisives de la peinture occidentale » constituant le musée imaginaire de Michel Butor.

### Crédit d'auteurs
- (en) Cet article est partiellement ou en totalité issu de l’article de Wikipédia en anglais intitulé « Study after Velázquez's Portrait of Pope Innocent X » (voir la liste des auteurs).